# Six-Fours-les-Plages
Six-Fours-les-Plages (occitană Sieis Forns lei Plaias sau Sieis Forns en Provènça) este un oraș în Franța, în departamentul Var, în regiunea Provence-Alpi-Coasta de Azur. Face parte din aglomerația orașului Toulon.

## Personalități născute aici
- Hélène Ségara (n. 1971), cântăreață.

1. ↑  répertoire géographique des communes, accesat în 26 octombrie 2015
2. ↑  Q133878296, 2016
3. ↑  dataset of postal codes in France, 1 octombrie 2018